# Azeotrópos elegy
Az azeotrópos elegy kettő vagy több folyadék (vagy vegyület) olyan elegye, amely desztillációval nem választható szét alkotórészeire. Mivel a forraláskor keletkező gőz összetétele megegyezik a folyadék összetételével, a desztilláció szempontjából az elegy úgy viselkedik, mintha tiszta komponens lenne. Az azeotróp elegyek egyik példája a 96%-os alkohol, amelyből a vizet nem lehet desztillációval szétválasztani, mert ez az elegy azeotróp.
Az elnevezés a görög nyelvből származik, „ζέειν” (forr) és „τρόπος” (változik) összetétel elé az α- (nem) került és így alakult ki a szó végleges jelentése: „forralásra nem változik”